# Nikosthenes

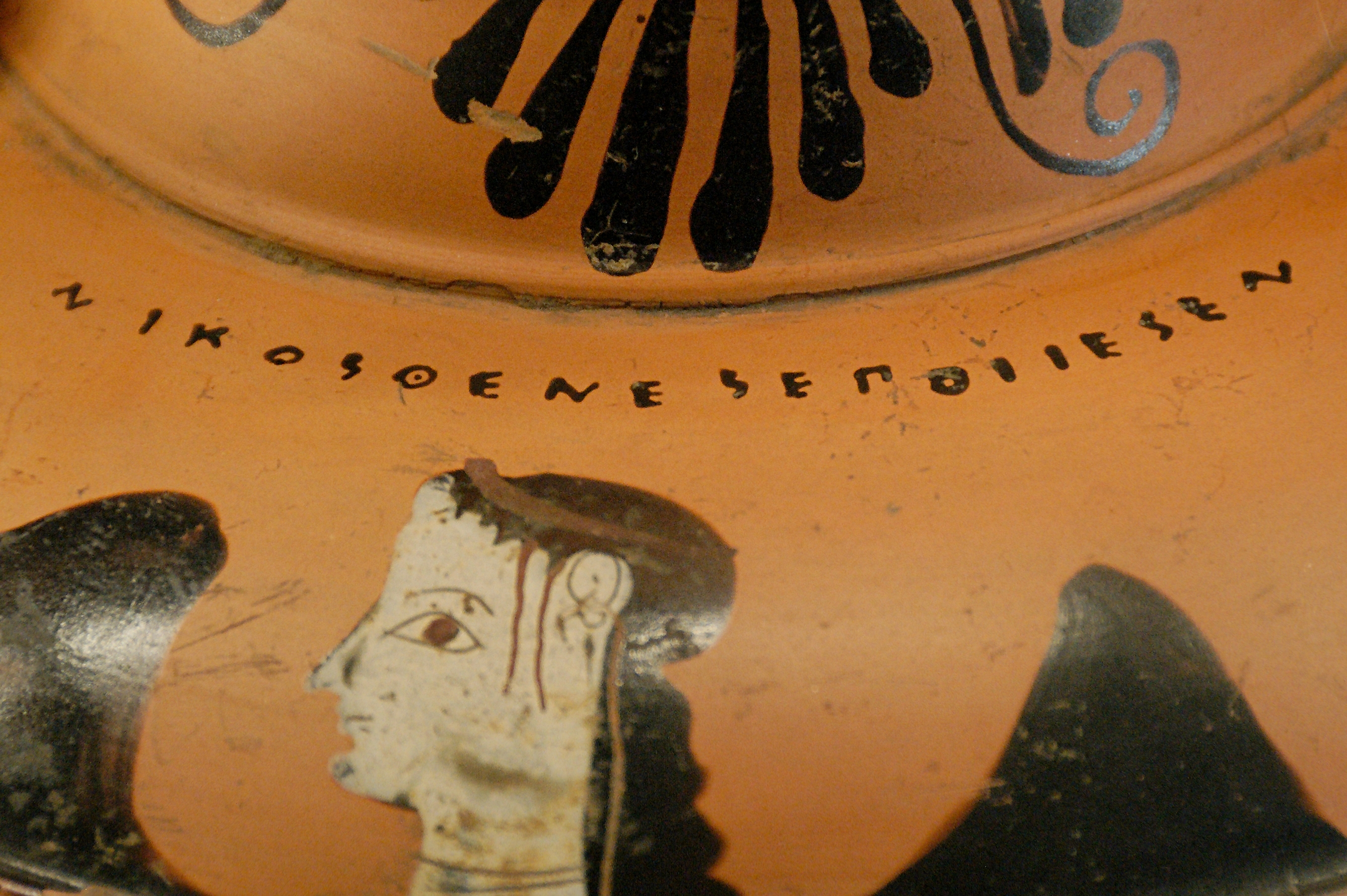
Handtekening

Nikosthenes (Oudgrieks: Νικοσθένης) was een beroemd Atheens vazenschilder en pottenbakker uit de periode 550-510 v.Chr. Zijn werkplaats houdt verband met de overgang van de zwartfigurige naar de roodfigurige stijl en met de oorsprong van Six-techniek.
- Bibliothèque nationale de France: cb15543755g (data)
- Gemeinsame Normdatei: 121671992
- Library of Congress Control Number: no00020067
- National Gallery of Victoria: 7
- Nationale Bibliotheek van Israël: 987007393170905171
- Nederlandse Thesaurus van Auteursnamen: 160360099
- Système universitaire de documentation: 070405271
- Union List of Artist Names: 500115427
- Virtual International Authority File: 96538320
- WorldCat: E39PBJrrvbmYdFBmgHmm77mmVC